# Edward Abramowski
Józef Edward Abramowski ps. Józef (ur. 17 sierpnia 1868 w Stefaninie w pow. wasylkowskim w gub. kijowskiej, zm. 21 czerwca 1918 w Warszawie) – polski myśliciel polityczny, filozof, psycholog i socjolog.

## Życiorys

### Młodość i lata nauki
Edward Abramowski urodził się 17 sierpnia 1868 roku w Stefaninie, w zamożnej rodzinie ziemiańskiej. Był wychowywany w duchu romantyzmu i w atmosferze powstańczych wspomnień. Miał dobry kontakt z obojgiem rodziców. Matka Jadwiga zmarła, gdy miał on zaledwie 10 lat. Jego ojciec, Edward, był z wykształcenia prawnikiem. Edward miał także starszą siostrę Marię.
Po śmierci matki, wraz z ojcem i siostrą przeniósł się w 1879 roku do Warszawy. Tam rozpoczął prywatną edukację m.in. u Marii Konopnickiej, poprzez którą poznał członków I Proletariatu, Zygmunta Pietkiewicza i Konrada Prószyńskiego. W tym czasie zaczytywał się także w literaturze pozytywistycznej, w dziełach Spencera, Darwina, a także Marksa. Na skutek obserwacji biedy, wykształcił się w nim zmysł społeczny. W artykułach Pogadanki o rzeczach pożytecznych (1883) i Pogadanki z gospodarstwa społecznego (1884) głosił idee społecznej edukacji, pomocy i współdziałania oraz samodoskonalenia. Skupiał się w nich na idei braterstwa ludzi, która była istotna w całej jego późniejszej twórczości.

### Studia
W 1885 roku Abramowski rozpoczął studia fizyczne i biologiczne na Wydziale Przyrodniczym Uniwersytetu Jagiellońskiego w Krakowie. Zakładał tam kółka młodzieży socjalistycznej, współorganizował przemyt nielegalnej literatury z zagranicy.
W latach 1886–1889 studiował filozofię na uniwersytecie w Genewie. Był aktywistą w grupie polskich studentów należących do Zjednoczenia Młodzieży Polskiej. Poświęcił się pracy agitacyjnej, utrzymywał kontakty z kołami rewolucyjnymi w kraju, nauczał w kółkach robotniczych. Te zajęcia pochłonęły go tak bardzo, że wreszcie porzucił studia.

### Działalność polityczna i publicystyczna
Na początku 1889 roku Abramowski wrócił do Warszawy. Zaangażował się w pracę nad II Proletariatem i w działalność publicystyczną. Jego artykuły ukazywały się w Bibliotece Robotnika Polskiego i w Tygodniku Powszechnym. W takich publikacjach jak Rewolucja robotnicza, Odkrycie dra Kocha, Dzień roboczy Abramowski skupiał się na marksistowskiej krytyce kapitalizmu. Wskazywał, że własność prywatna jest źródłem wyzysku, pisał także o rewolucji społecznej jako o drodze do nowego ustroju. W związku ze sprzeciwem wobec stosowania terroru Abramowski, wraz z kilkoma innymi działaczami, opuścił szeregi II Proletariatu i założył nową organizację – Zjednoczenie Robotnicze, które koncentrowało się na pracy propagandowo-oświatowej w środowisku robotniczym.
Po śmierci żony Stanisławy Motz wiosną 1893 roku Abramowski wpadł w głęboką depresję. W listopadzie 1892 roku z ramienia Zjednoczenia  wziął udział w paryskim zjeździe zjednoczeniowym socjalistów polskich, na którym powstała Polska Partia Socjalistyczna. Został wybrany do władz nowo utworzonego Związku Zagranicznego Socjalistów Polskich.

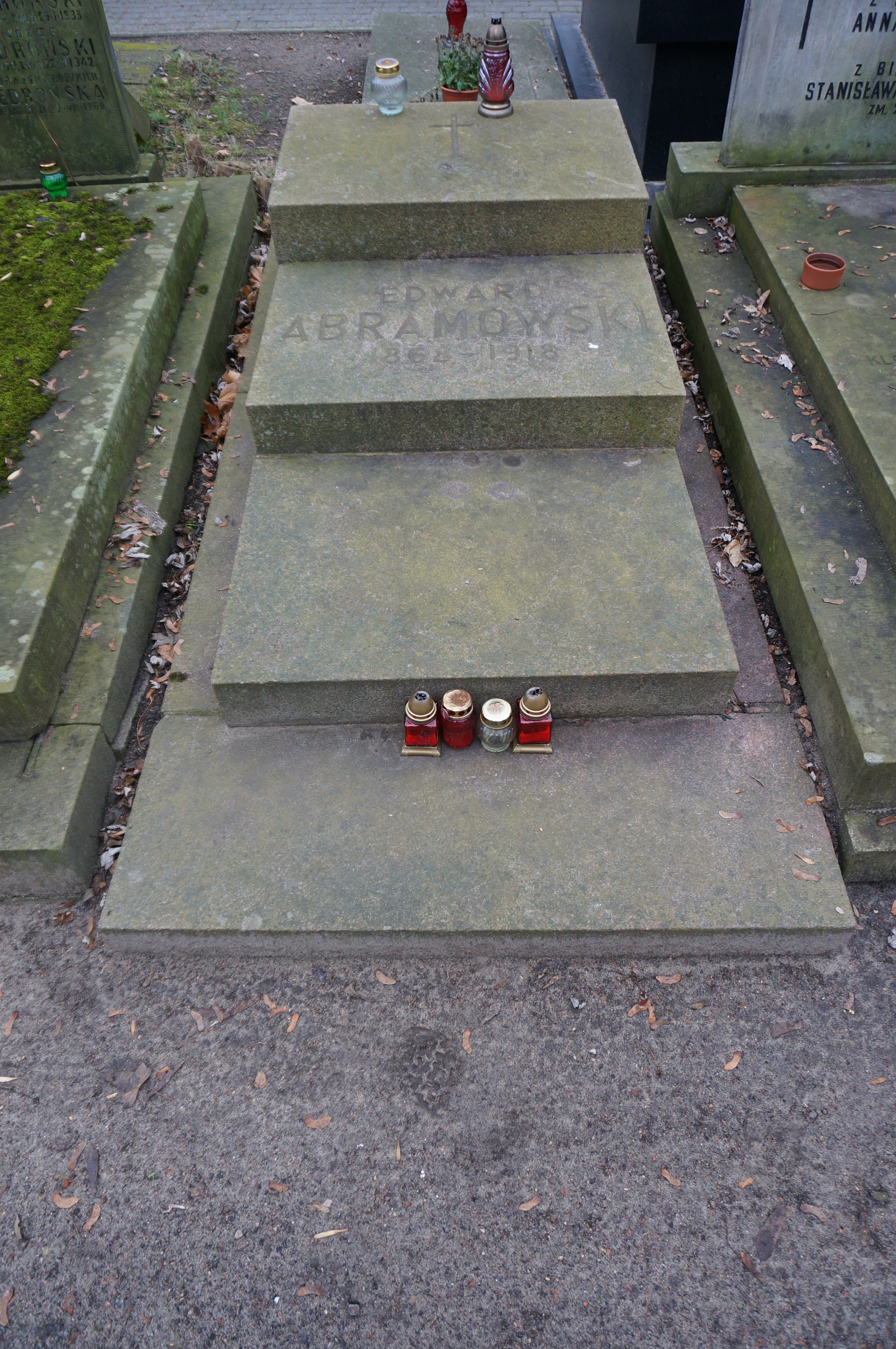
Grób Edwarda Abramowskiego na cmentarzu Powązkowskim

### Choroba i rewizja poglądów
Z powodu gruźlicy Abramowski wyjechał na leczenie do Szwajcarii. Zrezygnował z praktycznej działalności politycznej i poświęcił się studiom psychologicznym i socjologicznym. W tym czasie dokonał także rewizji swoich poglądów – odszedł od ruchu robotniczego i marksizmu. Głosił potrzebę wyjścia poza marksizm i uzupełnienia go niezbędnymi dla teorii społecznej treściami. Akcentował podmiotowy charakter ludzkiego istnienia i konieczność przemiany moralnej przed proponowanymi zmianami społecznymi. Na początku 1897 roku wrócił do Warszawy. Jego przemiana światopoglądowa była już wyraźnie widoczna.
Abramowski za najważniejsze zadanie uważał teraz refleksję badawczą, działalność publiczną i rozpowszechnianie nowej idei etyki. W takich pracach jak: Zagadnienia socjalizmu, Pierwiastki indywidualne w socjologii, Program wykładów nowej etyki czy Etyka a rewolucja, zwracał uwagę na istotną rolę zmian etycznych w procesach społecznych i konieczność pierwszeństwa rewolucji moralnej przed zmianami społecznymi, samoorganizację i zmianę moralności ludzkiej.
W latach 1898–1900 Abramowski prowadził wszechstronną działalność. Angażował się w pracę kół samokształceniowych i tajnych kursów szerzących niezależną oświatę oraz myśl niepodległościową, podejmował inicjowanie grup kształcących się etycznie i propagujących hasła odnowy moralnej. Organizował także komuny głoszące i realizujące postulaty życia etycznego. W tym czasie, poza działalnością społeczną, rozwijał także swoje zainteresowania psychologiczne.
W 1904 roku opublikował rozprawę Socjalizm a państwo. Zindywidualizowany, wolny i twórczy człowiek był dla niego podstawową wartością. W dziele tym znajdują się także krytyka socjalizmu państwowego (i samego państwa) oraz postulat bezpaństwowej organizacji społeczeństwa w formie wolnych zrzeszeń. Abramowski współpracował także z Polskim Związkiem Ludowym, napisał postępowy program dla wsi.
Po 1905 roku, zwłaszcza po upadku rewolucji, poświęcił się idei kooperacji, o której napisał takie prace jak: Zasada respubliki kooperatywnej, Znaczenie współdzielczości dla demokracji, Idee społeczne kooperatyzmu oraz Kooperatywa jako sprawa wyzwolenia ludu pracującego. Abramowski opowiadał się za likwidacją państwa i zastąpieniem go związkiem kooperatywnym zrzeszającym – na zasadzie dobrowolności – wolnych wytwórców, odpowiadających w granicach swych obowiązków za kształtowanie losów własnych oraz świadomie angażujących się w życie społeczne. Przyczynił się do powstania Towarzystwa Kooperatystów, był współzałożycielem pisma spółdzielczego Społem. Kontynuował także ruch etyczny w postaci Związków Przyjaźni.

### Ostatnie lata życia
W 1907 współorganizował Polskie Towarzystwo Psychologiczne, którego został pierwszym przewodniczącym. W 1910 roku Abramowski założył w Warszawie pierwszą pracownię psychologiczną, która została przemianowana na Instytut Psychologiczny. W roku 1915 objął Katedrę Psychologii na Uniwersytecie Warszawskim. W 1917 roku rozpoczął wykłady z metafizyki doświadczalnej.
W 1912 r. wziął udział w zjeździe niepodległościowców (wraz z m.in. Piłsudskim, Daszyńskim, Limanowskim). Po wybuchu I wojny światowej poparł Legiony a potem program federalistyczny Piłsudskiego.
Jego stan zdrowia systematycznie się pogarszał, ale nie zrezygnował z aktywności. W maju 1918 roku ciężko zachorował. Umarł 21 czerwca 1918 roku w Warszawie. Pochowany został na cmentarzu Powązkowskim (kwatera 65, rząd 6, miejsce 24)

## Myśl społeczno-polityczna
Myśl Abramowskiego zaliczana jest do szeroko pojętego socjalizmu. Pozostawał pod wpływem marksizmu, choć krytycznie odnosił się do współczesnego mu ruchu komunistycznego. Jest też zaliczany do jednego z przedstawicieli polskiego anarchizmu, choć nie był to anarchizm w pełni konsekwentny. Obecne są u niego także wątki solidarystyczne.
Abramowski krytycznie analizował wiele elementów światopoglądu marksistowskiego, odrzucając lub przekształcając wiele jego tez. Odrzucał determinizm materialistyczny w sferze świadomości jednostek. Jednostki pełnią aktywną rolę w przemianach społecznych. Zmiany społeczne muszą być też poprzedzone przemianą moralną jednostek (a nie, jak w głównym nurcie marksizmu, moralność jest rezultatem przemian społecznych). Tylko wtedy będą oni gotowi na wykorzystanie szansy, jaką przyniesie im rewolucja. Jednocześnie jednak przyjmował wiele elementów marksistowskich, m.in. wiarę w przyszły ustrój komunistyczny, który będzie rozwiązaniem sprzeczności i napięć społecznych.
Wątki anarchistyczne obejmowały m.in. krytykę państwa i władzy. Państwo, według Edwarda Abramowskiego, uciska i tępi ludzką indywidualność. Jest ono wszechogarniającą i destrukcyjną instytucją, stosującą przemoc i wpływającą demoralizująco. Uważał, że państwo, jako zorganizowana siła przymusu i gwałtu nad jednostką, jest jednym ze źródeł nędzy ludzkiej (zarówno fizycznej, jak i moralnej). Stąd też przyszły ustrój komunistyczny miał być ustrojem bezpaństwowym (marksistowska teza o obumieraniu państwa) i bez własności prywatnej.
Anarchizm Abramowskiego przejawiał się też w jego sprzeciwie wobec używania przemocy (prywatnej i publicznej). Wobec państwa zalecał bierny opór – w Ustawie Stowarzyszenia „Komuna” propagował bojkot jego i wszystkiego, co jest z nim związane, w tym uczestnictwo w sprawach sądowych, współpracę z policją, czy oddawanie dzieci do szkół publicznych. Abramowski sądził, iż to właśnie dzięki bojkotowi wszelkich instytucji państwowych, państwo obumrze. Ważne jest jednak, żeby w ludziach rozwinęła się umiejętność swobodnego zrzeszania się – muszą oni bowiem umieć załatwiać wszystkie sprawy i zaspokajać wszelkie potrzeby w ramach swobodnych stowarzyszeń. Z tego też powodu był krytykiem socjalizmu państwowego. Nie zgadzał się z wprowadzeniem dyktatury proletariatu, która przyniosłaby ze sobą nowy aparat przymusu i przemocy. Abramowski przewidywał, że państwo socjalistyczne rozbuduje swój aparat biurokratyczny i będzie władzą nie dla mas, ale ponad masami, stając się ustrojem wyzysku, który powoła do życia nowe klasy i doprowadzi do nierówności społecznych. Jako przeciwwagę dla socjalizmu państwowego proponuje on socjalizm bezpaństwowy.
Podstawową formą organizacji społecznej miały być dobrowolne stowarzyszenia i organizacje, które w pełni rozwinęłyby się dopiero poza kapitalizmem. Abramowski propagował również pokojowe sposoby przekształcenia ustroju społecznego poprzez zakładanie spółdzielni i zrzeszeń opartych na pomocy wzajemnej i aktywności członków. Miały one budzić poczucie braterstwa i solidarności. Jego solidaryzm miał wymiar internacjonalistyczny (zgodnie z jego ideą socjalizmu bezpaństwowego), a międzynarodowa solidarność robotników miała zbawić świat.
Jego poglądy na państwo ulegały jednak zmianie w początkach XX wieku. Abramowski złagodził swój anarchizm, uznając konieczność odrodzenia państwa polskiego
Edward Abramowski był zagorzałym krytykiem własności prywatnej. Stawiał znak równości pomiędzy nią a nieszczęściem ludzkim. Twierdził, że nie ma nic „mego”, gdyż wszystko jest „nasze”. Przywłaszczenie darów natury czy narzędzi wytwarzania jest natomiast zwykłym złodziejstwem. Tam gdzie jest własność tam też pojawia się ucisk polityczny. Dlatego też wolnymi możemy być jedynie w anarchistycznej wspólnocie komunistycznej. Ze wspólnej własności wśród danej społeczności tworzy się nowa moralność wzajemnej pomocy i solidarności.
W centrum doktryny społecznej Edwarda Abramowskiego stoi wolność. W swoich pracach nie krył on entuzjazmu dla tej idei, mocno wierząc w ukrytą ludzką dobroć (optymizm antropologiczny). Pisał, że wolność człowieka to wolność bycia sobą, rozwijania swych własnych zainteresowań i kroczenia swoją własną ścieżką życia (a nie taką jaką wyznacza władza czy państwo). Abramowski uważał, iż wolność klasy, narodu, społeczeństwa należy mierzyć zakresem wolności indywidualnego człowieka. Dlatego też jedynie socjalizm bezpaństwowy ma pełne szanse realizowania wolnościowych celów. W celu rozwoju wolności konieczne jest wyeliminowanie przymusowych form życia społecznego, przede wszystkim pracy przymusowej związanej z kapitalizmem. Proponował zrewolucjonizowanie stosunków pracy, przejście do systemu socjalistycznego, gdzie zniknęłaby troska o byt, a człowiek rozwijałby działalność twórczą i pracował swobodnie. Rewolucja moralna jest tu bardzo ważna, gdyż człowiek będzie dopiero wtedy wolny, gdy dokona się radykalna zmiana w jego wnętrzu – zmiana jego duszy, moralności, postrzegania świata i innych, tak by wykształcić społeczeństwo wolne, solidarne, opierające całe swe istnienie i zasady na polityce wolności.
Abramowski uważał chrześcijaństwo za społeczny i moralny wyraz wolności i praw człowieka. Postrzegał je jako ideologię głoszącą równość, miłość i braterstwo. Kazanie na górze określał wręcz jako najbardziej rewolucyjny manifest, najwyższe piękno życia opierające się na miłości i wolności. Równocześnie krytykował religię jako instytucję i Kościół jako jej polityczny twór. Z chwilą kiedy chrześcijaństwo upaństwowiło się i przy pomocy przymusu państwowego stało się religią światową, rozpoczął się proces „chrzczenia” niewiernych przy pomocy wojska, burzenia pogańskich świątyń i mordowania innowierców. Kościół połączony z władzą i przymusem państwowym odszedł – według Abramowskiego – od nauki Jezusa.

## Wpływ
Był bliskim przyjacielem Stefana Żeromskiego, pierwowzorem Szymona Gajowca w powieści „Przedwiośnie”, wolnomularz.
Był także pierwowzorem postaci Marcina Śniadowskiego, występującego w powieści Noce i dnie autorstwa Marii Dąbrowskiej. W ekranizacji rolę tę grał Jan Englert.
Wojciech Giełżyński wskazuje, że „abramowszczyzna” zabarwiała nie tylko program ludowo-demokratycznej opozycji PSL przeciw ustrojowi komunistycznemu „demokracji ludowej”, ale także działaczy socjalizmu humanistycznego w PPS. Także Komitet Obrony Robotników, a nawet „Solidarność”, miały swoje korzenie w filozofii Edwarda Abramowskiego. Jest on uważany za „przywódcę duchowego” przez tworzone w Polsce organizacje anarchistyczne.

## Upamiętnienie
19 grudnia 1930 został pośmiertnie odznaczony Krzyżem Niepodległości. 
Od 31 stycznia 1969 ulica w Warszawie, na terenie obecnej dzielnicy Mokotów, nosi nazwę ulicy Edwarda Abramowskiego. Ulice Edwarda Abramowskiego znajdują się także w Szczecinie, we Wrocławiu, w Łodzi i w Olsztynie.
Zespół Szkół Technicznych i Ogólnokształcących nr 3 w Katowicach nosi imię Edwarda Abramowskiego.
23 listopada 2018 roku odbyła się ogólnopolska konferencja poświęcona myśli psychologicznej i społeczno-politycznej Edwarda Abramowskiego. Organizatorami konferencji byli: Instytut Filozofii, Instytut Socjologii oraz Wydział Psychologii Uniwersytetu Warszawskiego.

## Dzieła
- Zagadnienia socjalizmu, Lwów 1899 (pod ps.: Z.R. Walczewski)
- Etyka a rewolucja, 1899
- Socjalizm a państwo. Przyczynek do krytyki współczesnego socjalizmu, Lwów 1904
- Zmowa powszechna przeciw rządowi, Kraków 1905
- Idee społeczne kooperatyzmu 1907
- Podświadomość normalna 1914 (we Francji, pt. Le subconscient normal)
- Pisma, t. I–IV, Warszawa 1924–1928
- Filozofia społeczna. Wybór pism, Warszawa 1968
- Metafizyka doświadczalna i inne pisma, Warszawa 1980

### Prace Edwarda Abramowskiego
- Braterstwo, solidarność, współdziałanie
- Człowiek dzisiejszy
- Czym mają być Związki Przyjaźni
- Ludność Polski
- Ludowe państwo pracy
- Nasza polityka
- Pomniejszyciele ojczyzny
- Program wykładów nowej etyki
- Projekt programu Polskiego Związku Ludowego (zarys ogólny)
- Sprawa robotnicza
- Znaczenie spółdzielczości dla demokracji